# Almuerzo
 (avril 2017).
Si vous disposez d'ouvrages ou d'articles de référence ou si vous connaissez des sites web de qualité traitant du thème abordé ici, merci de compléter l'article en donnant les références utiles à sa vérifiabilité et en les liant à la section « Notes et références ».

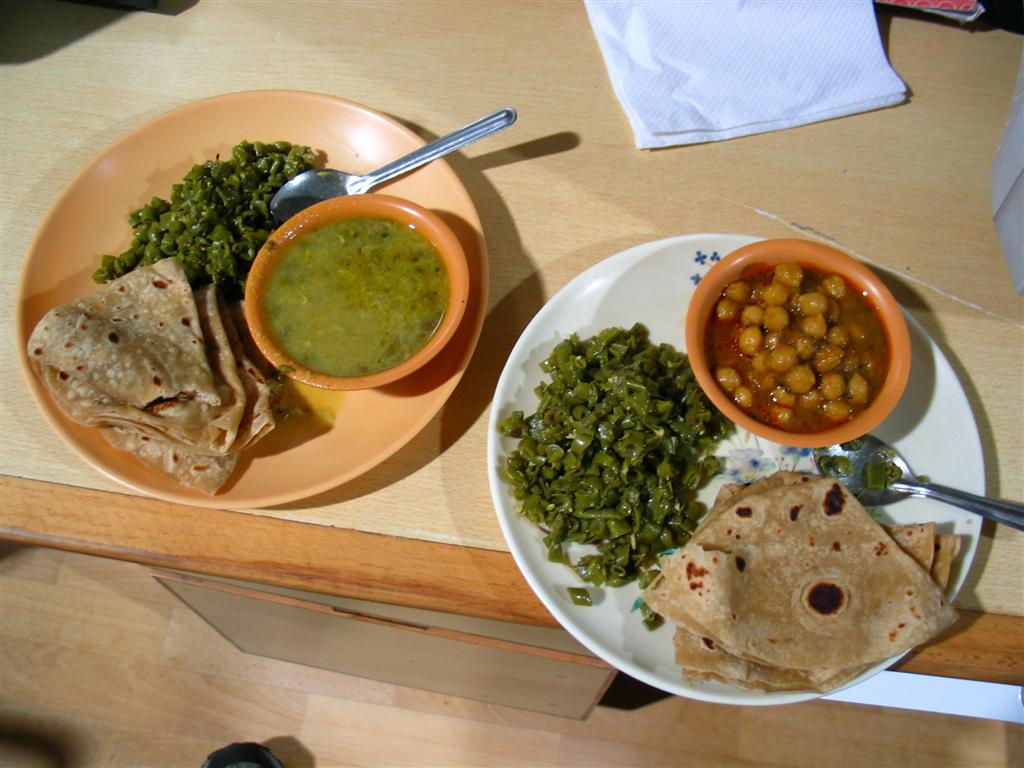
Déjeuner moderne qu'on trouve dans beaucoup d'entreprises, appelé « repas de bureau ».

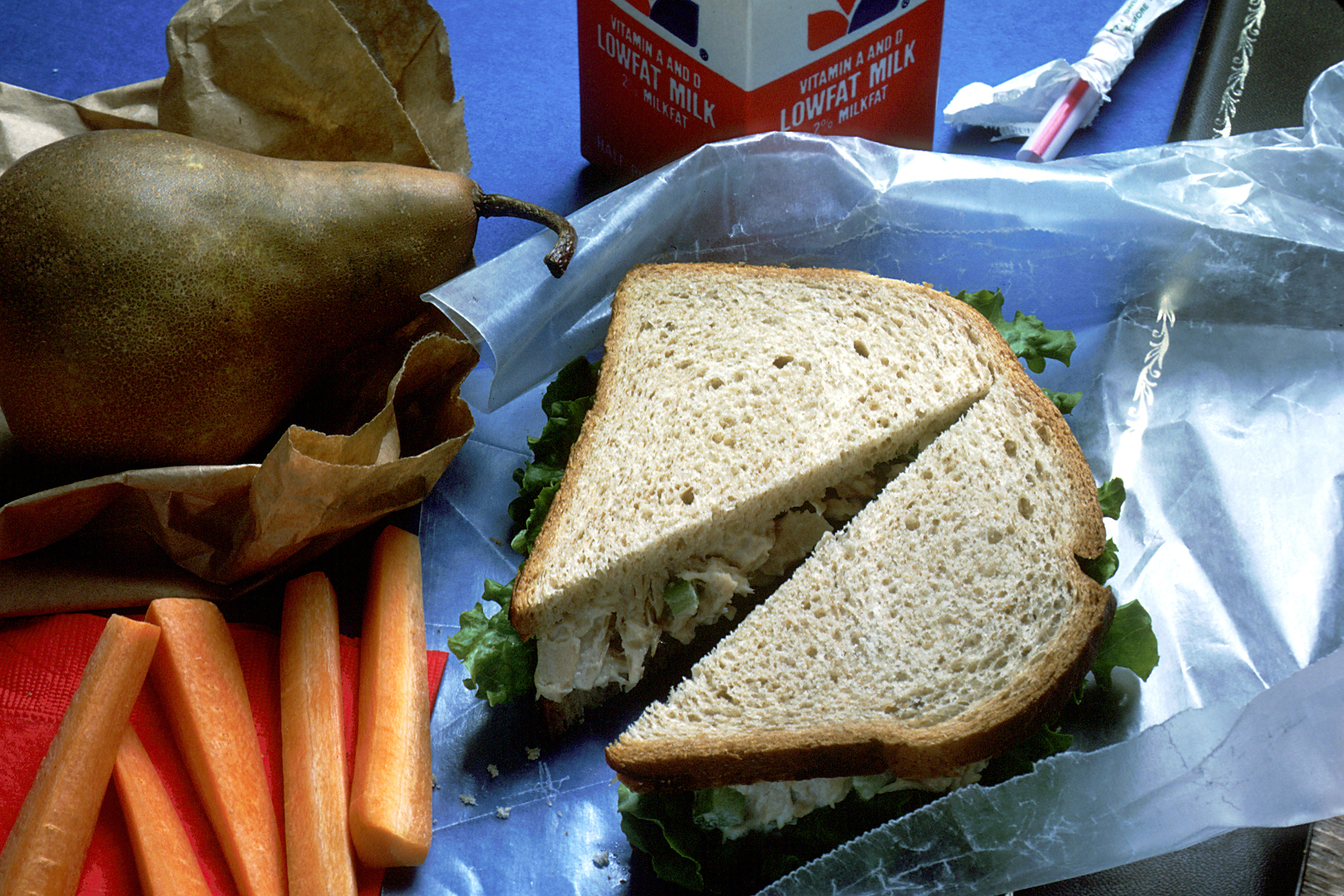
Almuerzo de type anglo-saxon, composé d'un sandwich, de crudités et de fruits (poire).

En espagnol, l'almuerzo (étymologie : dérivé du latin < admordium, bouchée < admordere < ad. + mordeo) est l'aliment (appelé parfois aussi comme l'heure du repas) qui est pris après le (petit) déjeuner.

## Repas de la mi-journée
Selon l'Académie espagnole des langues, il signifie « repas qui est pris le matin, le midi ou durant les premières heures de l'après-midi ». Le repas est servi généralement à midi (entre 12 h et 15 h), à la maison ou dans des restaurants, cafétérias ou pubs.
Dans les restaurants populaires d'Amérique du Sud, l'almuerzo désigne généralement une formule complète : soupe, plat de résistance, jus de fruit allongé (ou agua de panela, ou chicha…), quelquefois bouchée de dessert.

## Composition
La quantité et la composition du déjeuner dépendent dans une grande mesure des coutumes générales de la population, des traditions culinaires, du pays, de l'ethnie, du climat, etc. Dépendent aussi le lieu et l'occasion dans le temps : il existe les déjeuners de bureau, de collège, de parents, d'affaires. Dans certaines cultures, il est un des repas principaux du jour (comme dans les pays méditerranéens), mais toutefois dans les cultures anglo-saxonnes, le déjeuner est réduit à une expression minimale.